# Antoine Saade
Antoine Saade (ar. انطوان سعادة; ur. 9 lipca 1944) – libański strzelec, olimpijczyk. 
Brał udział w Letnich Igrzyskach Olimpijskich 1972 (Monachium). Wziął udział w skeecie, w którym uplasował się na 40. miejscu w stawce 63 strzelców. 

## Wyniki olimpijskie
| Igrzyska | Konkurencja | Wynik       | Miejsce | Źródło |
| -------- | ----------- | ----------- | ------- | ------ |
| IO 1972  | Skeet       | 185 punktów | 40      | [ 1 ]  |